# Kim Ung-yong

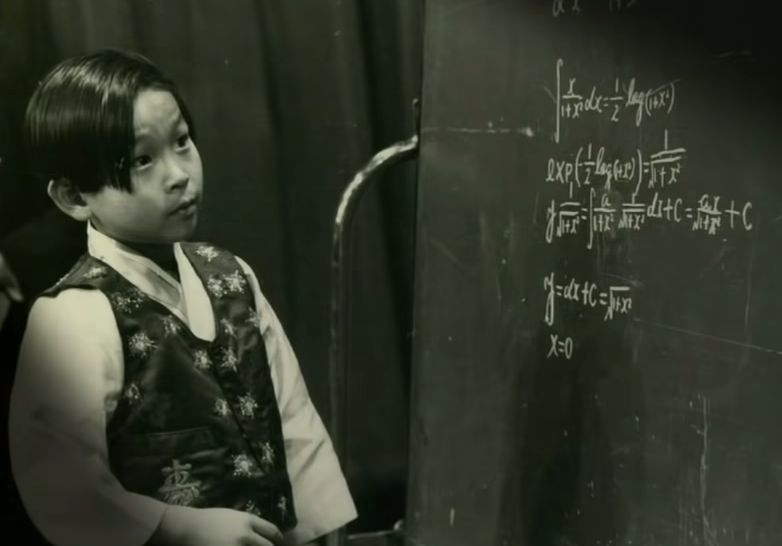
Kim loste differentiaalvergelijkingen op toen hij zeven was

Kim Ung-yong (Koreaans: 김웅용) (Seoel, 7 maart 1963) is een Koreaans voormalig wonderkind. Volgens het Guinness Book of Records scoorde hij een IQ van 210 in de Stanford-Binet Intelligentieschaal. 

## Biografie
Toen hij vijf maanden oud was kon Kim al lopen en praten, en twee maanden later kon hij schrijven en schaken. Op driejarige leeftijd begon hij met het leren van differentialen. Hij sprak en schreef vloeiend Japans, Koreaans, Duits en Engels toen hij vier was. Op 2 november 1967 trad hij op op de Japanse televisie, waarin hij ingewikkelde wiskundige analyses maakte, zijn kennis van de Duitse, Engelse, Japanse en Koreaanse taal toonde en enkele gedichten schreef.
Kim was een gaststudent aan de Universiteit van Hanyang van zijn derde tot zijn zesde. Op zevenjarige leeftijd kreeg hij een uitnodiging voor een bezoek aan de Verenigde Staten van de NASA. Met een doctoraat in de wetenschappen op zak verliet hij de universiteit voor zijn vijftiende. Tijdens zijn studie, in 1974 begon hij aan onderzoek voor de NASA, waarmee hij doorging tot zijn terugkeer naar Korea in 1978.
Na zijn terugkeer naar Korea bleken zijn doctoraat en onderzoek waardeloos, waardoor hij opnieuw met zijn studie moest beginnen. Hij besloot over te stappen naar civiele techniek, waarin hij ook een doctoraat behaalde. Kim werd een studie aangeboden aan een van de meest prestigieuze universiteiten van Korea, maar hij koos voor een provinciale universiteit.
Anno 2011 heeft Kim twee kinderen.